# Brian McKeever
Brian McKeever (* 18. června 1979 Calgary) je kanadský nevidomý běžec na lyžích a biatlonista. Jeho vodičem a trenérem byl starší bratr Robin McKeever, později ho nahradil Graham Nishikawa. Od dětství se věnoval lyžování, fotbalu a košíkové, v devatenácti letech se mu v důsledku dědičné Stargardtovy choroby zhoršila ostrost zraku na hodnotu 20/200, což je oficiální hranice slepoty. Startoval na pěti paralympijských hrách, získal třináct zlatých, dvě stříbrné a dvě bronzové medaile (nejúspěšnější kanadský paralympionik historie), na Zimních paralympijských hrách 2018 byl vlajkonošem kanadské výpravy. Je také šestnáctinásobným vítězem mistrovství světa Mezinárodního paralympijského výboru v lyžování a trojnásobným v biatlonu. Byl jmenován do Síně slávy Terryho Foxe. Startoval na mistrovství světa v klasickém lyžování 2007, kde obsadil 21. místo na 15 km volně, 33. místo na 50 km klasickou technikou a 39. místo ve stíhacím závodě na 30 km. Jako první paralympionik v historii byl nominován do kanadského běžeckého týmu na Zimních olympijských hrách 2010, do žádného závodu však nakonec nenastoupil.